# Bo-Kaap
Bo-Kaap (Afrikaans; deutsch etwa: „Über dem Kap“), auch Malay Quarter („Malaienviertel“) oder Slamsebuurt („Islamviertel“), hieß bis 2017 Schotschekloof und ist ein Stadtteil von Kapstadt in der südafrikanischen Provinz Westkap. Er entstand als Siedlung von Kapmalaien, die bis heute die Mehrheit der Bewohner stellen.

## Geographie
Der Stadtteil liegt zwischen dem Stadtzentrum und dem Hang des Signal Hill im Westen des Kapstädter Zentrums, etwa einen Kilometer vom Bahnhof Kapstadt entfernt. Nördlich liegt der Stadtteil De Waterkant.
Bo-Kaap ist – historisch bedingt – etwa einen Quadratkilometer groß; über 6000 Menschen leben dort. Über 90 Prozent von ihnen sind Muslime, darunter wiederum 90 Prozent Schāfiʿiten. Insgesamt gibt es zehn Moscheen im Bo-Kaap. Der Stadtteil zeichnet sich durch enge, steile Gassen und in unterschiedlichen grellen Farben gestrichene Fassaden aus. Der Baustil ist eine Synthese aus kapholländischer und Edwardianischer Architektur.
Offiziell wurde der Stadtteil bis Mitte 2017 als Sub Place Schotschekloof geführt und liegt zwischen Signal Hill und Buitengracht Street, dem Motorway M62. 2011 hatte er 3203 Bewohner. Heute lautet die Bezeichnung offiziell Bo-Kaap.

## Geschichte

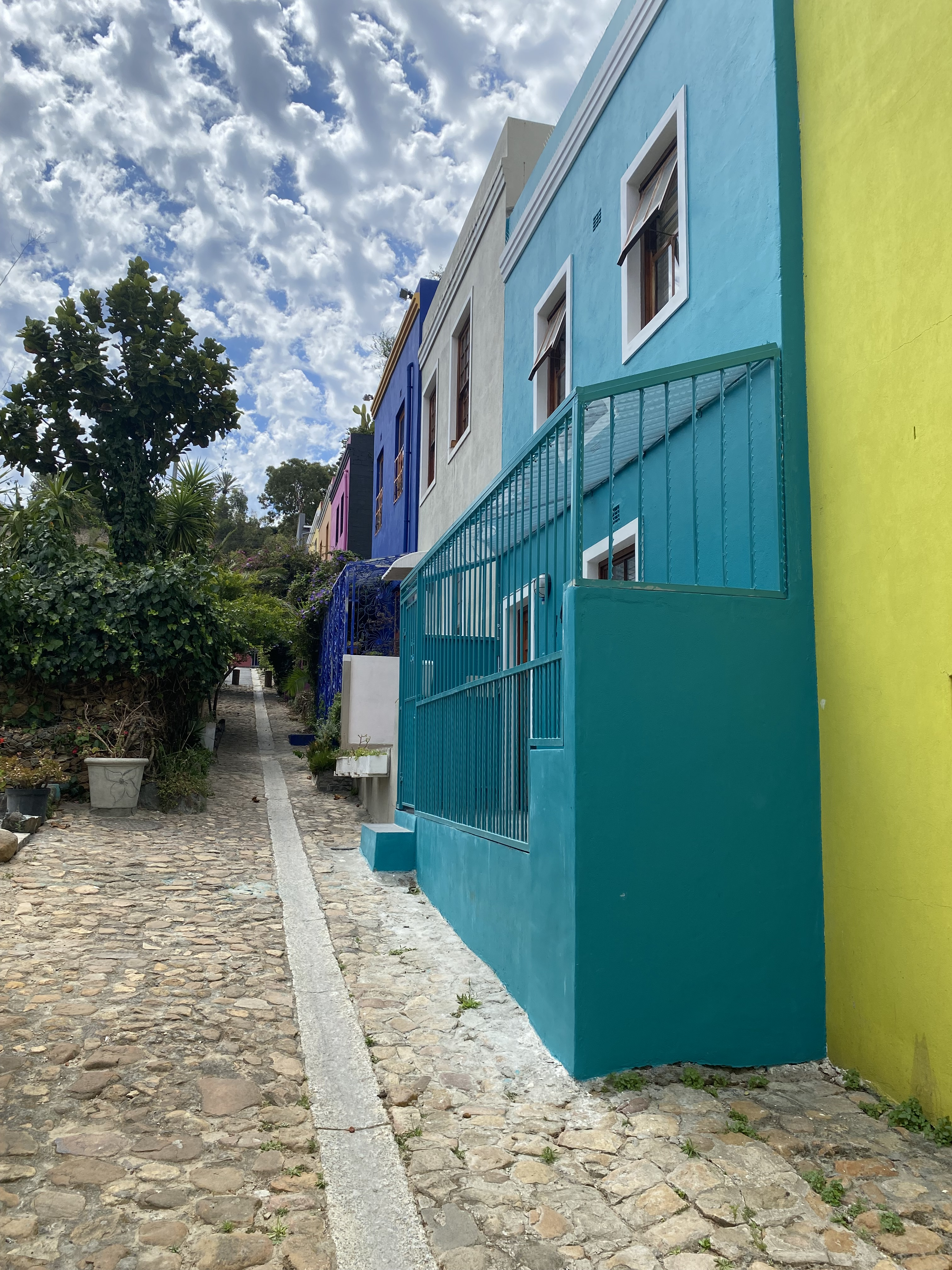
Berg Lane in Bo-Kaap, Kapstadt (2023).

Bo-Kaap wurde im 18. Jahrhundert von Kapmalaien besiedelt, nachdem sie aus der Sklaverei entlassen worden waren. Ältestes erhaltenes Haus im Originalzustand ist das heutige Bo-Kaap Museum aus den 1760er Jahren. Tuan Guru gab von hier aus der Islamisierung der Sklaven und freigelassenen schwarzen Bevölkerung wichtige Impulse. In der Folge wurden mehrere Moscheen errichtet, 1794 die Auwal-Moschee in der Dorp Street – die erste Moschee Südafrikas –, ab 1811 die Palm Tree Mosque in der Long Street, die historisch zu Bo-Kaap gehört, und 1844 die Nural Islam Mosque. In den 1820er Jahren wurden laut einer Forschungsarbeit durch muslimische Geistliche des Bo-Kaap erstmals schriftliche Dokumente auf Afrikaans verfasst; sie wurden in arabischer Schrift notiert. 1886 sollte auf Anordnung der Behörden die 1805 eingerichtete muslimische Begräbnisstätte Tana Baru Cemetery geschlossen werden; der – letztlich erfolglose – Widerstand tausender Bewohner gilt als bedeutendste Aktion der Kapmalaien gegen die Obrigkeit.
Nach dem Ende der Apartheid und der Aufhebung des Group Areas Act wurden viele Häuser instand gesetzt. Es setzte aber auch mit dem Zuzug wohlhabender Bewohner und der Kündigung bestehender Mietverträge eine weitreichende Gentrifizierung ein. 2016 wurden Planungen für ein 17-stöckiges Hochhaus mit Luxusapartments bekannt.

## Wirtschaft und Verkehr

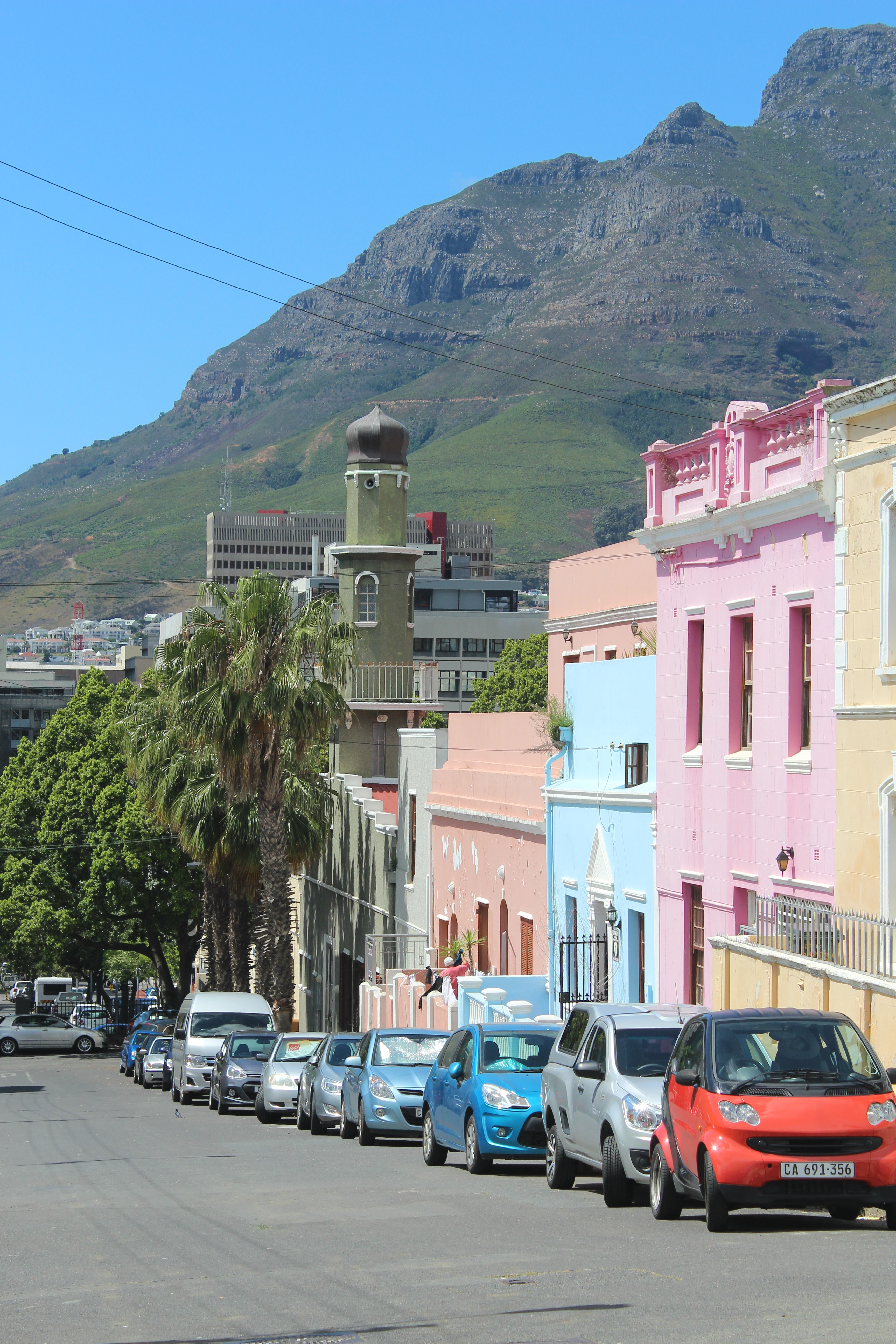
Dorp Straße in Bo-Kaap mit Auwal-Moschee – die älteste Moschee in Südafrika

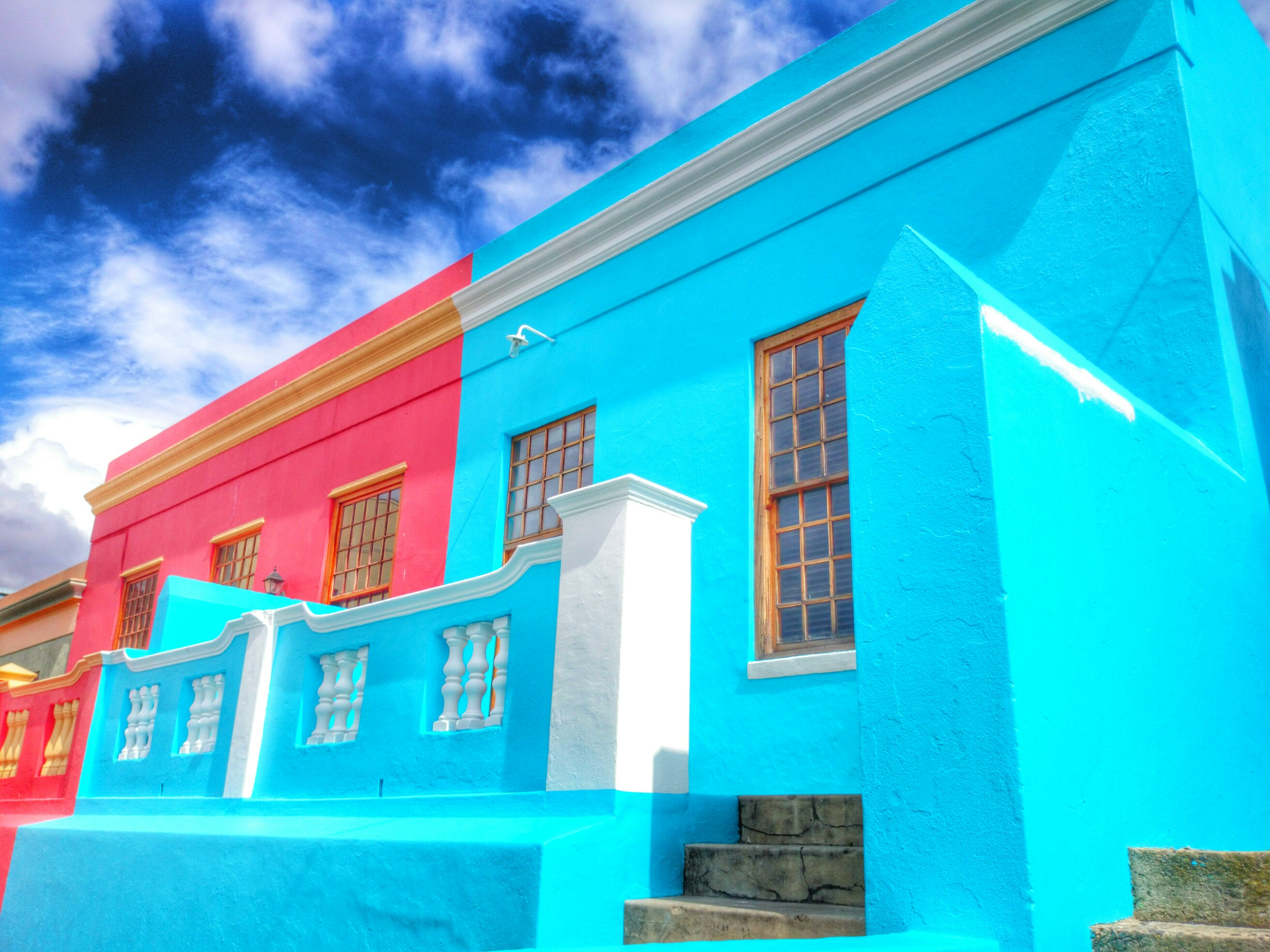
Häuser in Bo-Kaap

Bo-Kaap gilt mit seinen grellbunt gestrichenen Häusern, den Moscheen, dem Bo-Kaap Museum und Straßen mit Kopfsteinpflaster als touristische Sehenswürdigkeit. Die Straße M62 führt durch Bo-Kaap.